# 實近菜那
實近 菜那（さねちか なな、1999年7月8日 - ）は、山口県出身の女性モデル、日本一の女性プロポーカープレイヤー。愛称はななちゃら

## 来歴
2018年に全国女子高生ミスコンに出場し中国四国地方グランプリ受賞、ミス・ワールドジャパン2019京都大会においてマルチメディア賞受賞。
また現在はプロポーカープレイヤーとしても活動し、数々の受賞歴や海外大会での実績がある。
2019年にミス・ワールドジャパン京都大会に出場し、マルチメディア賞を獲得。
2021年12月
ポーカー世界大会 WSOP の男女が参加するWSOP circuitで2万4千人の参加者の中から、準優勝という成績を残す。https://light-three.com/pokerevent/3691/
2022年5月
世界最大のポーカーアプリ GGpoker とプロ契約。
2022年9月に第1子を出産。
2023年11月
日本最大のポーカー大会JOPT（JAPAN open
poker tour）とパートナー契約。
https://japanopenpoker.com/nanachara_partner/

## 実績
- WSOPC BIG 50 MILLION$ 準優勝 賞金 $ 67,294
- Japan Open Poker Tour Season21: Grand Final PLO Championship 優勝
- Japan Open Poker Tour Online Platinum 優勝 賞金 $ 11,556
- JOPT PLO Champion 優勝
- JOPT online HU 優勝

その他多数